# کراکین
کراکین (انگلیسی: Kraken) یک شرکت خدمات مالی و صرافی ارز دیجیتال بین‌المللی است که دفتر مرکزی آن در سان فرانسیسکو قرار دارد. این شرکت در سال ۲۰۱۱ تأسیس شد.
در مارس 2019، این صرافی توسط دفتر کنترل سرمایه‌های خارجی به دلیل نقض احتمالی  تحریم‌های دولت ایالات متحده علیه ایران از طریق اجازه تجارت با مشتریان مستقر در ایران مورد بررسی قرار گرفت. در نوامبر 2022 کراکن به پرداخت جریمه 362,000 دلاری محکوم شد.